# Lumbricillus orientalis
Lumbricillus orientalis är en ringmaskart som beskrevs av Shurova 1974. Lumbricillus orientalis ingår i släktet Lumbricillus och familjen småringmaskar. Inga underarter finns listade i Catalogue of Life.